# Guillermo I. Ortiz Mayagoitia

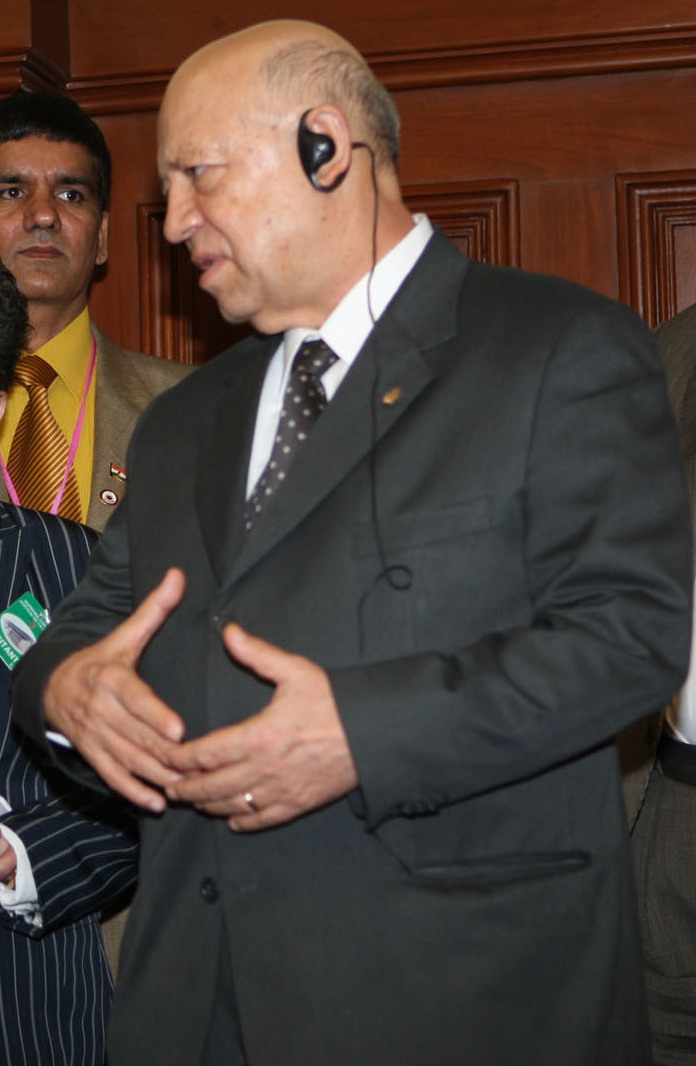
Guillermo I. Ortiz Mayagoitia

Guillermo Iberio Ortiz Mayagoitia (Misantla, 10 februari 1941) is een Mexicaans jurist. Sinds 2007 is hij voorzitter van het Hooggerechtshof.
Ortiz studeerde rechtsgeleerdheid aan de Veracruzaanse Universiteit, en vervulde verschillende juridische functies in zijn geboortestaat Veracruz. In 1995 werd hij door president Ernesto Zedillo tot lid van het hooggerechtshof benoemd, en op 2 januari 2007 werd hij gekozen tot voorzitter van het Hooggerechtshof.